# 김국훈
김국훈(金國薰, 1922년 3월 19일 ~ )은  함북에서 출생하여 소련고급당학교를 졸업한 그는 1990년 이후 현재까지 인민경제대학 학장을 맡고 있다. 그는 1962년 10월이후 제3~5기, 제7~9기 최고인민회의 대의원, 1970년 11월 조선로동당 중앙위원, 1971년 3월 조선로동당 중앙위원회 부부장, 1971년 12월 중앙방송위원회(조선중앙방송) 위원장, 1973년 2월 쿠바주재 대사, 1976년 4월 직업총동맹위원장, 1977년 8월 동독대사, 1984년 1월 조선로동당 중앙위 제1부부장, 1993년 12 최고인민회의 법제위원, 1997년 3월 조・불가리아 친선협회장 등을 역임하였다. 이외에 그는 1996년 6월 「주체형의 국가경제관리 일꾼들을 키워내신 불멸의 업적」이란 제하의 논설을 게재한 바 있다.